# Sukamakmur (Ciomas)
Sukamakmur is een bestuurslaag in het regentschap Bogor van de provincie West-Java, Indonesië. Sukamakmur telt 10.306 inwoners (volkstelling 2010).